# راز ديجان
راز ديجان (بالعبرية: רז דגן‏) هو عارض ومخرج وممثل إسرائيلي، ولد في 25 أغسطس 1968 في إسرائيل.

## أعمال

### أفلام
- (2004) الإسكندر
- (2011) القوات الخاصة

## وصلات خارجية
- راز ديجان على موقع IMDb (الإنجليزية)
- راز ديجان على موقع ألو سيني (الفرنسية)
- راز ديجان على موقع أول موفي (الإنجليزية)
- راز ديجان على موقع قاعدة بيانات الأفلام السويدية (السويدية)
- راز ديجان على موقع قاعدة بيانات الفيلم (الإنجليزية)
- راز ديجان على موقع كينوبويسك (الروسية)